# نيكول جروبيرت
نيكول جربيرت (بالألمانية: Nicole Grobert) عالمة مواد كيميائية بريطانية ألمانية، بروفيسور المواد النانوية في قسم المواد بجامعة أوكسفورد، زميلة في كلية كريستي كوربس في أوكسفورد، وزميلة الجمعية الملكية الصناعية في قسم الهندسة المتقدمة لفريق ويليامز، تُعد جوربيرت واحدة من سبعة مستشارين علميين رئيسيين للمفوضية الأوروبية.

## المسيرة المهنية
درست جروبيرت الكيمياء في جامعة أولم، ودرست الدكتوراه تحت إشراف السير هاري كروتو زميل الجمعية الملكية والدكتور دافيد واتون، حصلت على الدكتوراه في الكيمياء الفيزيائية لأطروحتهاعن مواد الكربون النانوية غير المسبوقة من جامعة ساسكس عام 2001 وحصلت على جائزة كاربون بيرجامون في نفس العام. بعد سنة واحدة من دراسات ما بعد الدكتوراه في نفس المختبر ومنصب قائد المجموعة في معهد ماكس بلانك لأبحاث المعادن في شتوتغارت كُرمت جروبيرت بزمالة دوروثي هودكين في الجمعية الملكية عام 2002 وزمالة البحث الجامعي في الجمعية الملكية  عام 2006، وزمالة الصناعات في الجمعية الملكية  عام 2016.
في عام 2010 رُقيّت جروبيرت لتصبح بروفيسور المواد النانوية وأصبحت بروفيسورًا دائمًا في قسم علم المواد في جامعة أوكسفورد، وهي أيضًا زميلة في كلية كوربس كريستي في أوكسفورد، وبروفسور زائر في مركز أبحاث المواد النانوحيوية في جامعة تويو في اليابان. عُرض على جروبيرت -قبل توليها منصبها الحالي- منصب في جامعة تابعة لمجموعة راسل ومنصب من الدرجة الأولى مع إدارة في جامعة فرنسية ومركز بحثي.

## البحث
يُركز عمل جوربيرت باعتبارها بروفيسورًا في علم المواد على التركيب الصناعي والمعالجة وتحديد خصائص المواد النانوية الكربونية وغير الكربونية الفريدة ويشمل ذلك الجسيمات النانوية والأنابيب النانوية والقضبان النانوية والغرافين والمواد النانوية الأخرى ثنائية الأبعاد. في تعاون مع شركات صناعية عالمية وجِه بحث جروبيرت باتجاه هندسة البنى النانوية الهرمية متعددة الاستعمالات لتطبيقها في الرعاية الصحية وقطاعات الطاقة وأعمال البناء ، وقادت دراسة المواد الذكية للاتحاد الدولي لتقنيات النانو، يُشاد كثيرًا بعمل جروبيرت وقد نشرت أكثر من 150 مقالة وحصلت على خمس براءات اختراع.

## السياسة والمجالس والنقاشات العلمية
جروبيرت مستشارة علمية رئيسية للمفوضية الأوروبية، وتعمل في عدة لجان علمية استشارية عالية المستوى بما في ذلك:
- لجنة المواد المتقدمة الموجودة في 10 داونينغ ستريت (مقر البرلمان البريطاني ومنزل رئيس الوزراء البريطاني).
- اللجنة الوزارية البريطانية لتقنيات النانو.
- لقاءات وزارة البيئة والغذاء والشؤون الريفية حول تقنيات النانو.

تحدثت مرتين في اللجنة العلمية والتقنية المختارة في مجلس اللوردات، وكانت نائبة رئيس مجموعة كاربون البريطانية. وأكثر من ذلك فهي عضو مجموعة العمل في الجمعية الملكية والأكاديمية الملكية لتقنيات النانو، وهي المجموعة المُكلّفة من قبل الحكومة البريطانية والتي قدمت إحدى أول التقارير عن الفرص والشكوك حول علم النانو وتقنيات النانو عام 2004.
جروبيرت عضو مؤسس لأكاديمية الشباب الأوروبية، وهي جمعية عالمية غير حكومية للعلماء والباحثين المستقلين والذين يُعدون خبراء وقادة في مجالات عملهم كما يُصنفهم أقرانهم، وفي عام 2015 انتُخبت لمنصب في الأكاديمية.
تشمل لجان ومجالس تقييم الأبحاث المختارة ما يلي:
- لجنة الزمالة للبحوث الجامعية في الجمعية الملكية.
- اللجنة المختارة لزمالة نيوتن العالمية في الجمعية الملكية.
- المنح الدراسية لمؤتمر الكومنويلث العلمي التابع للجمعية الملكية.
- لجنة روبرت هوك التابعة للجمعية الملكية.
- لجنة برنامج رواد تكنولوجيا المستقبل في المنتدى الاقتصادي العالمي.
- المفوضية الأوروبية (لجنة تقييم الأعمال الأصلية).
- لجنة زمالة مجلس البحوث الهندسية والفيزيائية.
- عضو اللجنة الاستشارية العلمية في معهد ليبنيز للمواد الجديدة في ساربروكن، ألمانيا.

## التدريس
تستمتع نيكول كثيرًا بالتدريس الذي يتراوح بين تعليم أطفال المدارس من جميع الأعمار، إلى إلقاء المحاضرات على الطلاب الجامعيين والخريجين وطلاب الدراسات العليا وتعليم جوانب مختلفة حول تقنيات النانو عبر التعليم الإلكتروني للأشخاص المرتبطين بهذه الصناعة.

## الانخراط في الصناعة
تعاونت جروبيرت على مدى السنين وكجزء من نشاطاتها البحثية مع شركات صناعية عالمية رائدة، يظهر عملها بشكل كبير على الشبكة العنكبوتية وفي المدونات والبيانات الصحفية والفيديوهات عن مقالاتها البحثية التي جذبت الاهتمام باعتبارها مفوّضة من وزارة الأعمال والابتكار والمهارات التي زارت مختبر جروبيرت البحثي في نوفمبر 2015 لمناقشة التحديات التي تواجهها في تسويق نتائج أبحاثها وكيف يمكن لسياسة الحكومة المساعدة في إزالة العوائق للإقلاع الصناعي.

## المشاركة العامة
إن التوعية التعليمية مهمة جدًا بالنسبة لجروبيرت وكان لها دور فعال في الحصول على تمويل أساسي للأبحاث والتقديم والتقدير العام للعلم. دُعيت جروبيرت عام 2008 للانضمام إلى مجلس أمناء أمانة فيغا للعلوم، وهي جمعية علمية خيرية تُسهل وتبث على الإنترنت بشكل مجاني أكثر من 300 برنامج علمي -عُرض أكثر من 75 منها على هيئة الإذاعة البريطانية بي بي سي- أنتجت جروبيرت حتى هذا اليوم فيلمين برعاية من الاتحاد الأوروبي، هدف هذه الأفلام التشجيع على ممارسة العلم خصوصًا علوم ومواد النانو، وأنتجت أيضًا عدة فيديوهات تعليمية.
في عام 2015 ونتيجة لأبحاثها، ظهرت جروبيرت في نشرة بي بي سي المسائية وأعطيت مساحة حديث مشابهة لما يحدث في خطابات تيد في منتدى الاقتصاد العالمي، وفي اجتماعات تنظمها شركات صناعية عالمية مثل باير وديلويت وسولفاي. لعبت جروبيرت دورًا رئيسيًا في تفعيل دور المرأة في العلم في المجتمع الأوروبي، وكانت أحد تسعة مؤسسين لشبكة كوست العلمية (الشركة الأوروبية للعلوم والتكنولوجيا).
```
في عام 2013 دُعيت جروبيرت للتحدث في مهرجان هاي الذي يرأسه البروفيسور جون سوليستون زميل الجمعية الملكية ودُعيت مرة أخرى عام 2017. في عام 2014 دُعيت جروبيرت للمشاركة في مؤتمر ساي فو الذي تنظمه شركة أوريلي للإعلام والعلوم الرقمية ومجموعة ناتشر للنشر وشركة غوغل. في عام 2017، ظهرت في مؤتمر سياسة أبحاث الرئاسة الإستونية (التميز البحثي الأوروبي -الأثر والقيمة للمجتمع) في تالين.
[
12
]
```

## التنوع
منذ عام 2006 كان فريق جروبيرت البحثي مكونًا من 80 عضوًا (طلاب ما بعد الدكتوراه، حاصلين على الدكتوراه، طلاب دراسات عليا وطلاب زائرين)، كان هدف الفريق البحثي التركيز على إنشاء منهجية النمو للجيل الخاضع للرقابة من المواد النانوية.
يُعتبر فريق جروبيرت البحثي فريقًا عالميًا حقًا إذ يضم أعضاء من أكثر من ثلاثين دولة، إن التوازن الجندري بين أعضاء الفريق هو 50% للنساء ومثلها للرجال على مدى السنوات.
ما يقارب 100% من أعضاء فريقها السابقين إما بقوا في العمل الأكاديمي (وثُبتوا في الكليات التي يدرِّسون فيها) والمؤسسات العلمية أو أكملوا مسيرتهم المهنية في مناصب مرتبطة بالعلم.

## الجوائز والتشريفات
- ترشيح لجائزة روزاليند فرانكلين.
- جائزة العالم الشاب عام 2013 من المنتدى الاقتصادي العالمي في داليان في الصين.[11]
- اختيار من مجلس البحوث الأوروبي باعتبارها واحدة من شخصيتين تستحقان تمثيل مجلس البحوث الأوروبي في مؤتمر ألباخ للتكنولوجيا.
- جائزة ميريت من قسم المواد في جماعة أوكسفورد.
- ترشيح لجائزة كون التابعة للجمعية الملكية.
- زمالة بحثية من الدرجة الأولى في كلية كريستي في أوكسفورد.
- جائزة القائد المستقبلي عام 2008 من منتدى العلوم والتكنولوجيا في كيوتو في اليابان.
- بروفيسورة زائرة في قسم أبحاث الإلكترونيات النانوحيوية في جامعة تويو في اليابان.
- جائزة نيستا كروسيبل الثلاثين السنوية، تُمنح زمالات كروسيبل للعلماء الواعدين متعددي التخصصات الذين يعملون في جميع أنحاء المملكة المتحدة.
- جائزة الفرد المميز، وهي شهادة تُمنح على الإمكانيات العلمية للبريطانيين والديناميكية باختيار الجمعية الملكية.
- زمالة بحثية من الدرجة الأولى من كلية ولفسون في أوكسفورد.
- عالم زائر في قسم أبحاث الإلكترونيات النانوحيوية في جامعة تويوفي اليابان.
- جائزة كاربون بيرجامون العالمية.
- منح دراسية ممولة بالكامل من وكالة الأبحاث والتقييم الدفاعية، والمركز الياباني للفنون الجميلة وكلية الكيمياء والفيزياء والعلوم البيئية من جماعة ساسكس.